# Jelena Slesarenko
Jelena Vladimirovna Slesarenko, fødselsnavn Sivusjenko (russisk: Елена Владимировна Слесаренко (Сивушенко) ; født 28. februar 1982 i Volgograd) er en russisk tidligere højdespringer. 
Før 2004-sæsonen var hun stort set ukendt, men ved indendørs-VM dette år sprang hun 2,04 m og vandt guld. Senere samme år forbedrede hun også sit bedste resultat udendørs til 2,04 m, og hun blev dermed også en af favoritterne ved OL 2004 i Athen. I kvalifikationsrunden sprang hun 1,95 m, hvilket var finalekravet. I finalen var der seks springere, der kom over 1,96 m, heriblandt Slesarenko, og sammen med den dobbelte verdensmester, sydafrikaneren Hestrie Storbeck-Cloete og ukraineren Vita Stopina kom hun også over 2,02 m. Slesarenko sprang derpå 2,04 m i første forsøg og var den eneste der kom over denne højde, hvilket var ny olympisk rekord. Storbeck-Cloete forsøgte sig en enkelt gang på 2,06 m, men rev ned, mens Slesarenko igen kom over i første forsøg. Hun forsøgte tre gange at sætte ny verdensrekord på 2,10 m, men uden held. Guldmedaljen var dog sikret, mens Storbeck-Cloete blev nummer to og Stopina nummer tre.
Hun vandt også World Athletics Final i september 2004, hvilket fuldendte et fantastisk år for hende. Hun genvandt VM-guldet indendørs i 2006 i Moskva og vandt indendørs-VM-sølv i 2008 i Valencia.
Ved OL 2008 var hun igen blandt favoritterne, og her kvalificerede hun sig til finalen med et spring på 1,93 m. I finalen nåede hun over 2,01 m, hvilket var nok til en fjerdeplads, men i efteråret 2016 blev hun sammen med to andre deltagere i konkurrencen diskvalificeret for brug af doping, og hendes resultater her og de følgende par år blev slettet i de internationale lister. Efter en graviditet og fødsel i 2012 samt knæproblemer vendte hun i 2013 tilbage til sporten, men nåede ikke igen de samme resultater som tidligere, og i 2014 indstillede hun sin aktive karriere.